# 이치야마촌
이치야마촌(市山村)은 시마네현 오치군에 있던 촌이다. 현재의 고쓰시에 해당한다.